# Tobias Bürg

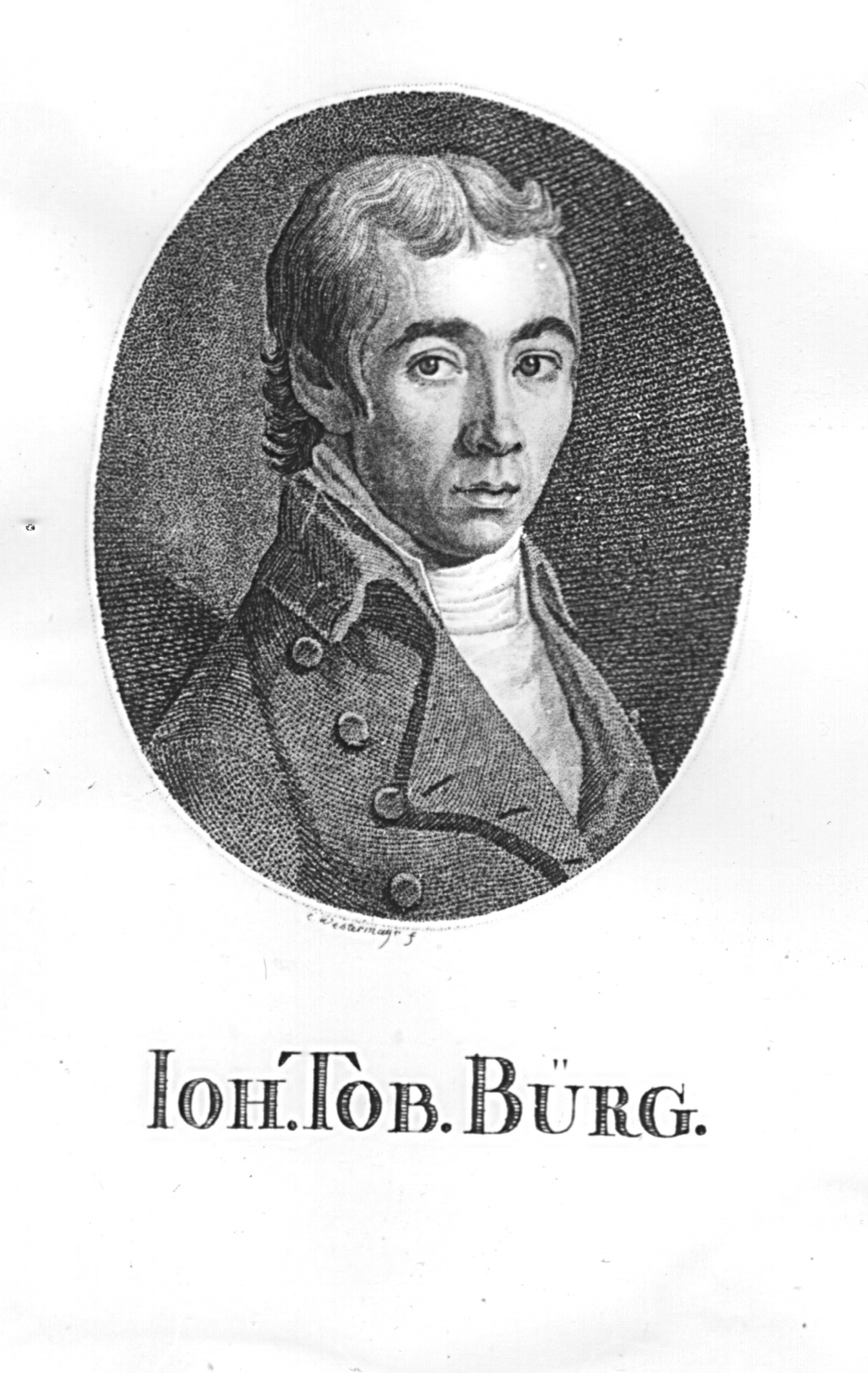
Johannes Tobias Bürg

Johann Tobias Bürg (* 24. Dezember 1766 in Wien; † 15. November 1835 in Wiesenau bei Bad St. Leonhard im Lavanttal, Kärnten) war Astronom und Universitätsprofessor in Wien von 1792 bis 1818.
Bürg war als Astronom eine international anerkannte Kapazität. Er hatte seine Kenntnisse und Fertigkeiten als Adjunkt der Sternwarte Gotha bei Franz Xaver von Zach erworben.
Ab 1791 war er zunächst Professor für Physik am Gymnasium Klagenfurt, später Adjunkt an der Sternwarte Wien, die er schließlich 1817 (nach dem Tode Triesneckers) als Direktor übernehmen konnte.
Als das Pariser Institut National 1799 einen Preis für die genaueste Berechnung der Mondumlaufbahn ausschrieb, trug Bürg neben dem Franzosen Alexis Bouvard den Sieg davon. Bürg hatte Daten von rund 3.000 Mondbeobachtungen ausgewertet und eine komplexe Bewegungstheorie entwickelt. Am Ende des Bewerbs konnte Bürg für seine hervorragende wissenschaftliche Leistung 1 Kilogramm Gold (260 Dukaten) in Empfang nehmen. Seit 1801 war er korrespondierendes Mitglied der Russischen Akademie der Wissenschaften in St. Petersburg und der Göttinger Akademie der Wissenschaften. 1812 wurde er als korrespondierendes Mitglied in die Königlich-Preußische Akademie der Wissenschaften sowie in die Académie des sciences und 1822 in die American Academy of Arts and Sciences gewählt.
Bürg arbeitete bis zu ihrem Tod 1814 eng mit der Wiener Astronomin Elisabeth von Matt zusammen. In einem öffentlichen Brief würdigte er die langjährige Freundschaft.
Johann Tobias Bürg verbrachte schon während seiner aktiven Zeit viele Wochen auf Schloss Wiesenau bei Bad St. Leonhard in Kärnten, wo er dem Wiesenauer Kreis nahestand. Nach dem Ende seiner Laufbahn zog er sich ganz nach Schloss Wiesenau zurück, wo der alte Mann, der mittlerweile sein Gehör fast völlig verloren hatte, eine geräumige Dachstube bewohnte und sich weiterhin astronomischen Beobachtungen widmete. Johann Tobias Bürg starb am 15. November 1835 und liegt in Bad St. Leonhard im Lavanttal begraben.
Der Mondkrater Bürg ist nach ihm benannt.